# Calileptoneta cokendolpheri
Calileptoneta cokendolpheri là một loài nhện trong họ Leptonetidae.
Loài này thuộc chi Calileptoneta. Calileptoneta cokendolpheri được miêu tả năm 2004 bởi Ledford.